# Facultad de Farmacia (Universidad de Granada)
La Facultad de Farmacia de Granada es un centro docente universitario perteneciente a la Universidad de Granada, dedicado a la docencia e investigación de los estudios relacionados con la farmacia, la farmacología, la nutrición humana y la alimentación.
Fue fundada en 1850 y desde el año 1990 es la sede, compartida con la Facultad de Farmacia de la Universidad de Sevilla, de la Academia Iberoamericana de Farmacia.

## Docencia
Actualmente en la Facultad de Farmacia de la Universidad de Granada se imparten los siguientes estudios universitarios oficiales:
- Grado en Farmacia
- Grado en Ciencia y Tecnología de los Alimentos
- Grado en Nutrición Humana y Dietética
- Doble Grado en Nutrición Humana y Dietética y Ciencia y Tecnología de los Alimentos
- Doble Grado en Farmacia y Nutrición Humana y Dietética
- Máster Universitario en Análisis Biológico y Diagnóstico de Laboratorio
- Máster Universitario en Atención Farmacéutica
- Máster Universitario en Nutrición Humana
- Máster Universitario en Investigación, Desarrollo, Control e Innovación de Medicamentos
- Máster Universitario en Avances en Calidad y Tecnología Alimentaria
- Máster Universitario en BioEnterprise

Además, también se imparte un amplio abanico de títulos propios de posgrado.

## Historia
La Facultad de Farmacia de Granada nació el 28 de agosto de 1850, para su fundación se envió desde Madrid al botánico Dr. Mariano del Amo y Mora. El primer plan de estudios de la facultad fue firmado por la reina Isabel II, teniendo un plan homólogo a las facultades de Madrid y Barcelona, inauguradas unos años antes.
A lo largo de sus años de existencia la Facultad de Farmacia de Granada ha tenido cuatro ubicaciones diferentes. Desde su nacimiento ocupó las instalaciones del edificio central de la Universidad (Hospital Real), en las cuales actualmente se encuentran las oficinas centrales de la UGR. Unos años más tarde, en 1969 cercano al centro de la capital se reinauguró el Jardín Botánico de la Universidad.
En 1922, la Facultad de Farmacia se trasladó a la calle de San Jerónimo, en el edificio que actualmente ocupa el Real Conservatorio Superior de Música de Granada. Durante los años de la Guerra Civil Española, la Facultad de Farmacia ocupaba ésta su primera sede independiente.
En 1960, un nuevo traslado llevó la Facultad de Farmacia a ocupar un edificio en la calle Rector López-Argüeta. En este edificio la Facultad de Farmacia desarrolló su labor entre los años 1960 y 1988. En esa época se crearon las Escuelas Profesionales de Análisis Clínicos y de Nutrición, el Instituto de Parasitología López-Neyra y se fundó la revista Ars Pharmaceutica.
Finalmente, en el año 1988 se realizó el último traslado al actual edificio en el Campus de Cartuja. Las obras se iniciaron en 1985, durante el mandato del Decano Thomas y el edificio fue inaugurado el 2 de marzo de 1989. Se trata de un edificio concebido y desarrollado con criterios funcionales para las necesidades docentes y de investigación de la facultad.

## Instalaciones y servicios

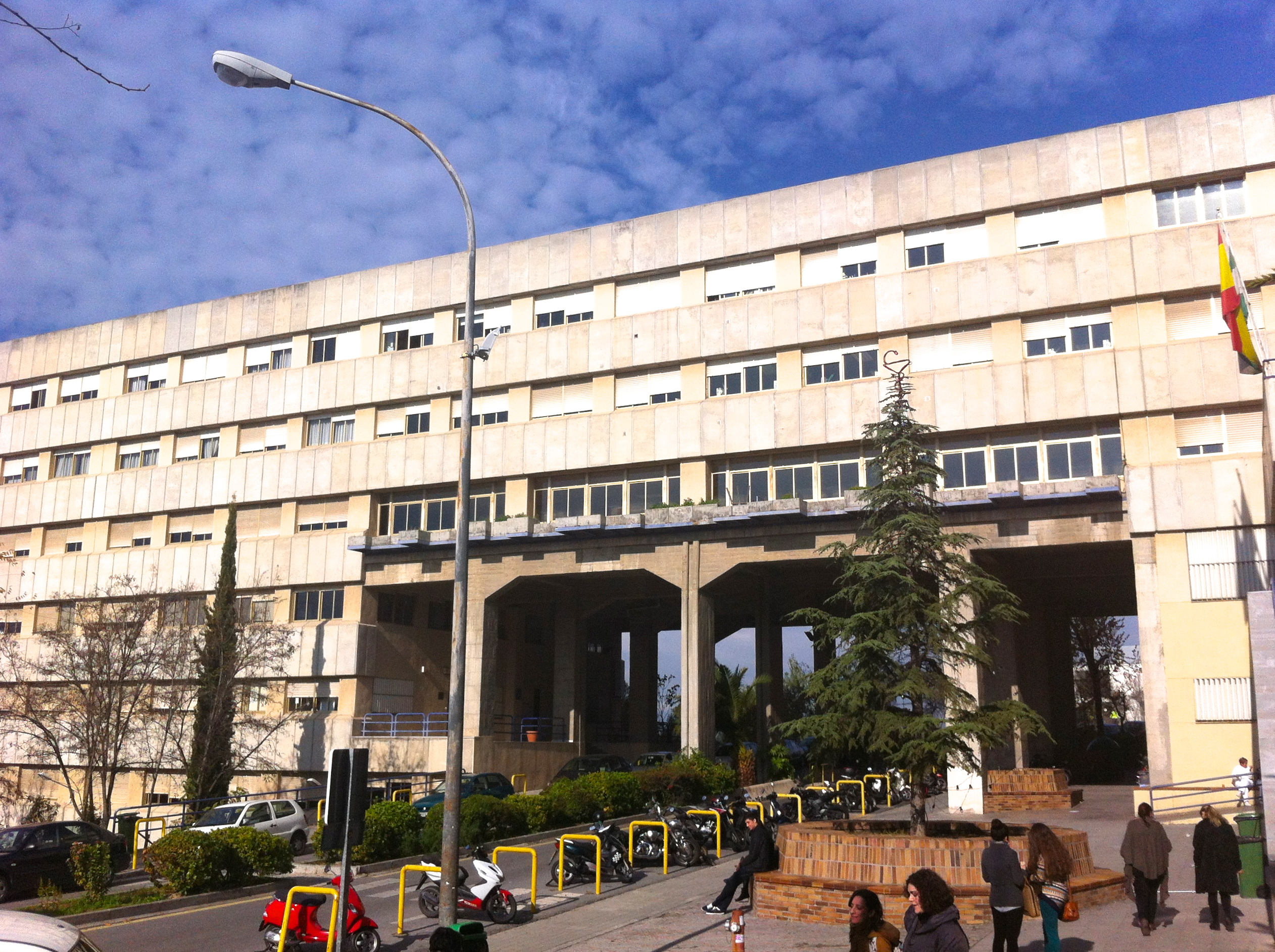
Fachada del edificio de la Facultad de Farmacia.

El edificio de la Facultad de Farmacia cuenta, además de 18 aulas docentes en las que se imparten las clases magistrales y los despachos departamentales, de un Aula Magna con capacidad para 400 personas. También cuenta con una biblioteca universitaria y una hemeroteca, así como otros servicios administrativos, de reprografía y fotocopias, secretaría, delegación deportiva, sala de exposiciones o sala de juntas, etc.
La facultad también tiene salas específicas para la docencia práctica y la investigación,; así encontramos servicios de microscopía electrónica, resonancia magnética nuclear, un herbario, un invernadero y una instalación de radiofarmacia 
Cabe destacar el "Museo de Historia de la Farmacia", en el cual se exponen objetos e instrumental de interés histórico, profesional y farmacéutico que la facultad ha ido coleccionando durante sus más de doscientos años de historia y el "Museo de Instrumentación Científica Profesor Thomas Gómez", en el cual se expone permanentemente todo tipo de material de investigación científica en los campos de la física, la química, la medicina y la farmacología.

## Departamentos Docentes
La Facultad de Farmacia es sede principal de los departamentos docentes de la Universidad de Granada relacionados con la farmacia y la nutrición. Concretamente los siguientes departamentos son los que tienen su sede en dicha facultad:
- Departamento de Fisiología Vegetal
- Departamento de Edafología y Química Agrícola
- Departamento de Farmacia y Tecnología Farmacéutica
- Departamento de Fisiología
- Departamento de Nutrición y Bromatología
- Departamento de Parasitología
- Departamento de Química Inorgánica